# Dorolea, Bistrița-Năsăud
Dorolea (în dialectul săsesc Bästärz, în germană Klein-Bistritz, Kleinbistritz, în maghiară Aszúbeszterce, Kisbeszterce) este un sat în comuna Livezile din județul Bistrița-Năsăud, Transilvania, România.

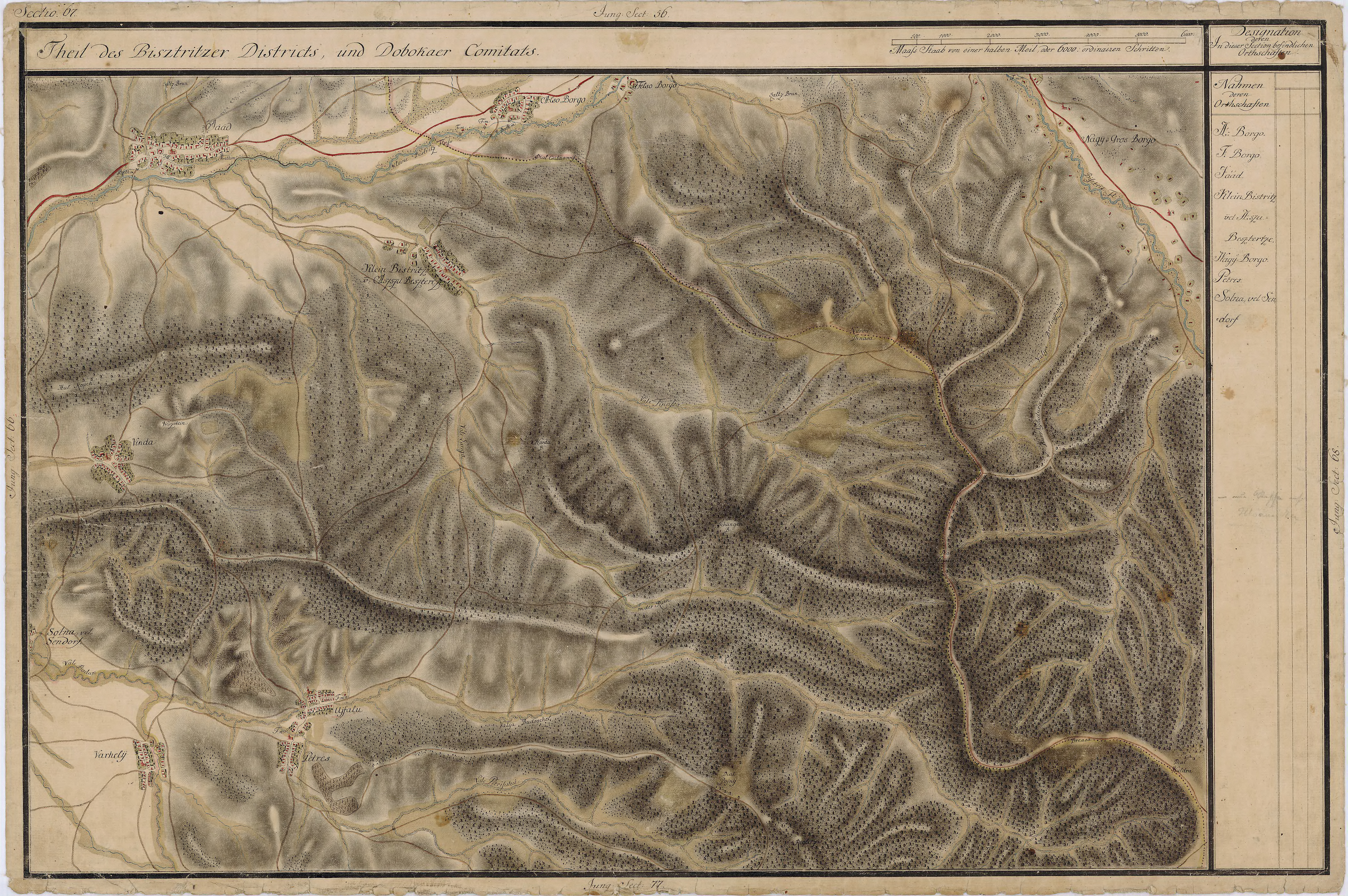
Dorolea în Harta Iosefină a Transilvaniei, 1769-73

Localitatea apare în documente la 1332 în registrele de dări ale parohiilor catolice din Transilvania, când la Arida Bystricia, prima formă sub care satul este menționat, era preot Hermann. Evoluția așezării a stat permanent sub influența orașului din apropiere, chiar dacă o perioadă de timp satul aparținea din punct de vedere administrativ de comitatul Dăbâca. La 1523 satul a fost mistuit de un incendiu, fapt pentru care regele Ludovic al II-lea scutea localitatea de la plata dijmelor pentru o perioadă de trei ani. Un alt incendiu este consemnat de documente în 1569. În 1642 satul avea 20 de gospodării, iar în 1695 erau 18 familii și alte 13 case pustii. Un recensământ din anul 1721 consemnează în Klein–Bistritz 34 de gospodării, cu arături de 458 de găleți, 105 vite și 40 de oi. În 1750 erau înregistrate 42 de familii de sași, alte 12 văduve și 14 de români, cei mai mulți înregistrați ca păstori, adică fără seșii proprii.
Satul înșirat de-a lungul pârâului Valea lui Tănase, cuprinde fronturi compacte cu case solide ridicate la sfârșitul secolului XIX și în primele decenii ale secolului următor, având fronturile lungi la stradă în părți carosabile incluse, care din cauza hotarului restrâns și a relativei izolări s-au păstrat cu înfățișarea originală formând cel mai pitoresc și mai edificator ansamblu rural săsesc din regiune, pentru care ar trebui găsite formele cele mai adecvate de punere în valoare. În mijlocul satului, pe un mic promontoriu, se înalță biserica parohială, astăzi parohie ortodoxă, construită după mijlocul secolului al XIX-lea (1858-1861) în stil clasicist.
Dacă în preajma celui de-al Doilea Război Mondial sașii mai formau peste 50% din locuitorii comunei, valurile de emigrări din toamna lui 1944 și apoi din anii 1970 au condus la dispariția aproape integrală a acestei populații din comună.
Populația de aici se îndeletnicește cu creșterea animalelor, exploatarea lemnului, pomicultura și mai puțin cultivarea cerealelor. Pădurile întinse și fondul cinegetic bogat pot transforma localitatea într-un domeniu de vânătoare frecventat cu asiduitate, iar cadrul natural plin de farmec într-o locație turistică neexploatată suficient.
Localitatea face parte dintr-un ansamblu de trei sate cu aceeași structură și evoluție istorică, cu un fond construit remarcabil prin organizare urbanistică, valoare arhitecturală și unitatea fronturilor construite, ele formând cu acuratețe o imagine a ceea ce însemna regiune de graniță a imperiului, parte din Pământul Crăiesc (fundus regius). La 1 km de sat se află vatra sitului arheologic, ce poate fi amenajată și vizitată în scopuri cultural educaționale și turistice.

## Galerie de imagini

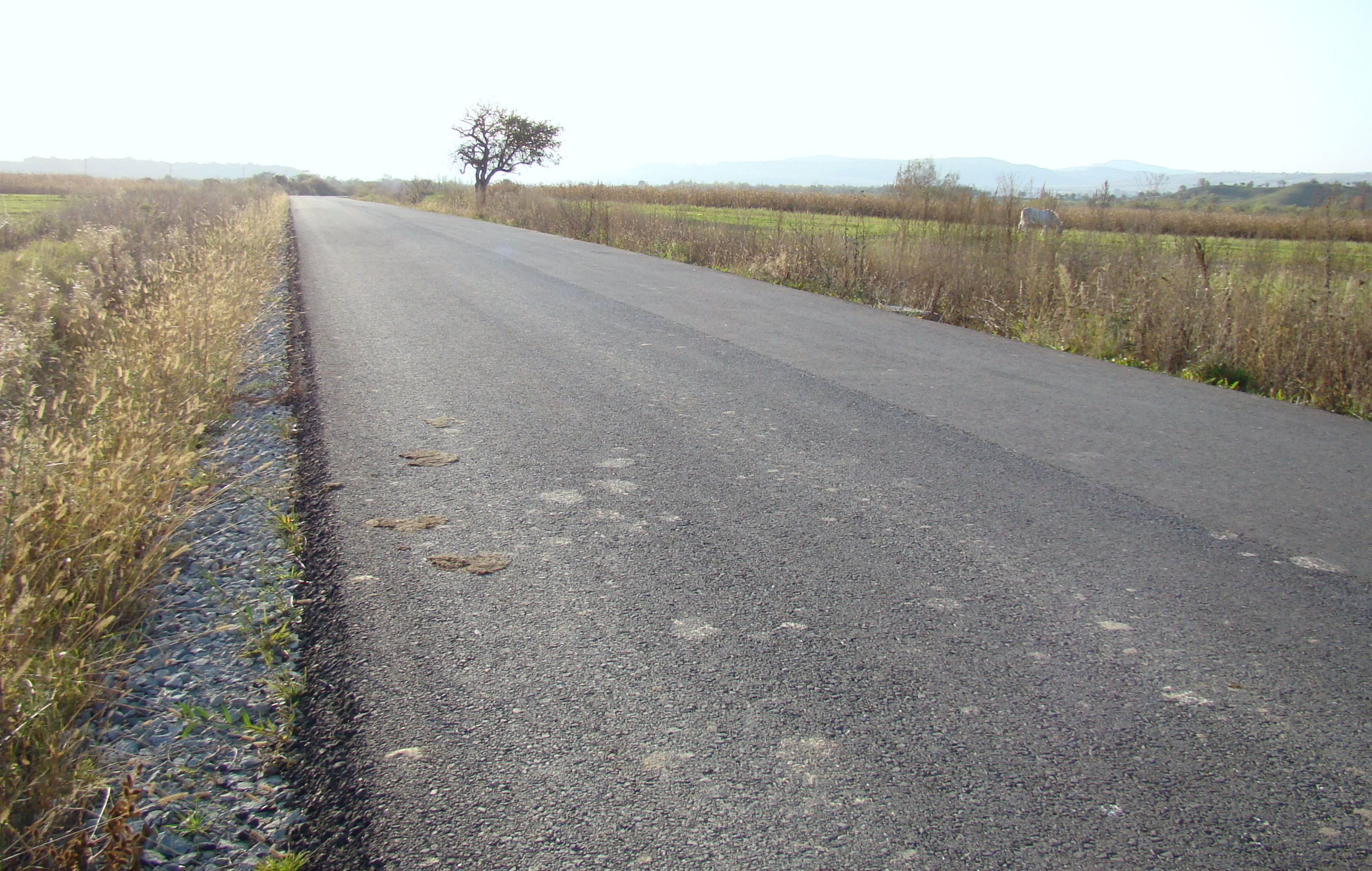
Drumul Livezile-Dorolea
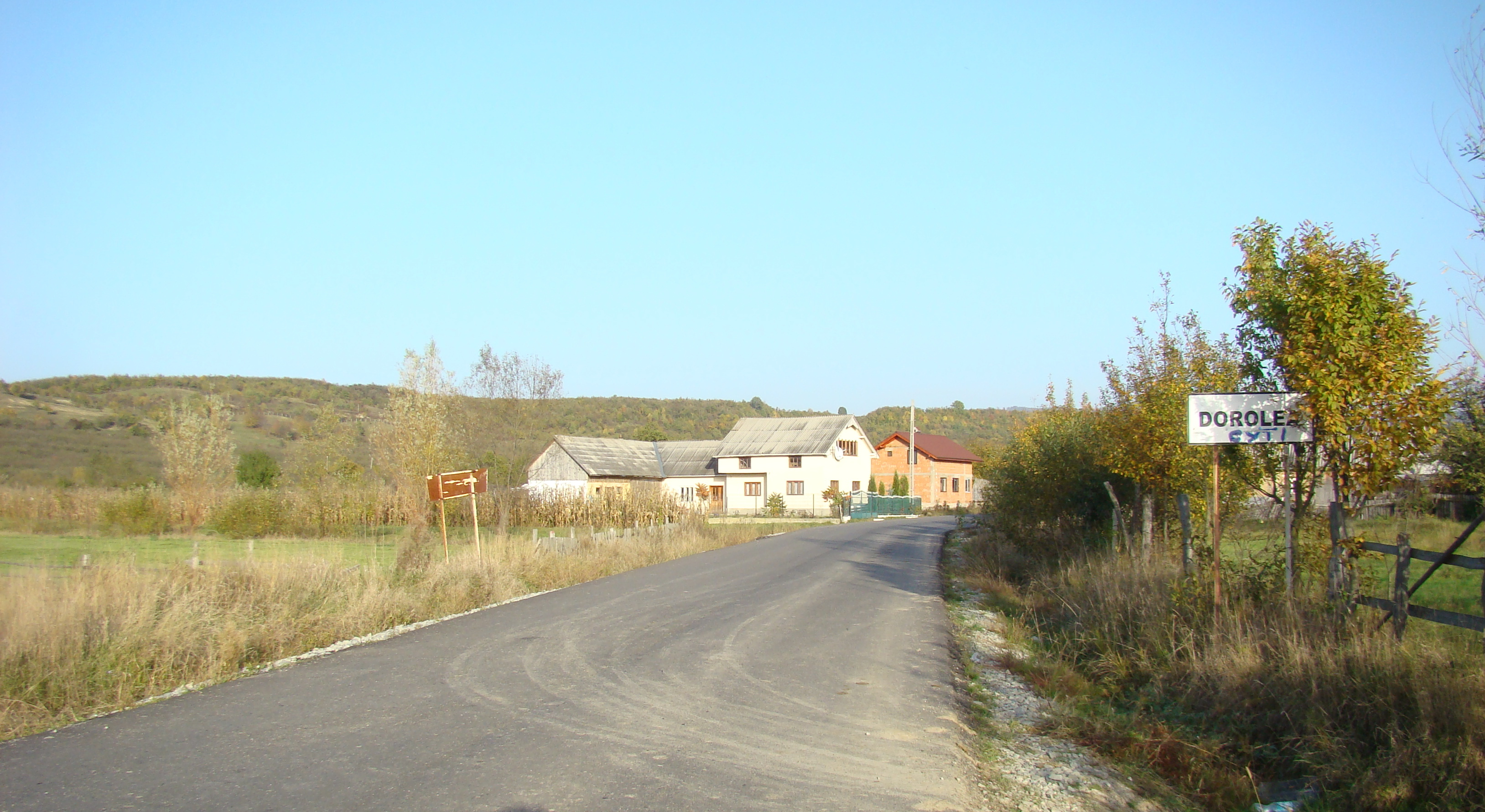
Intrarea în localitate
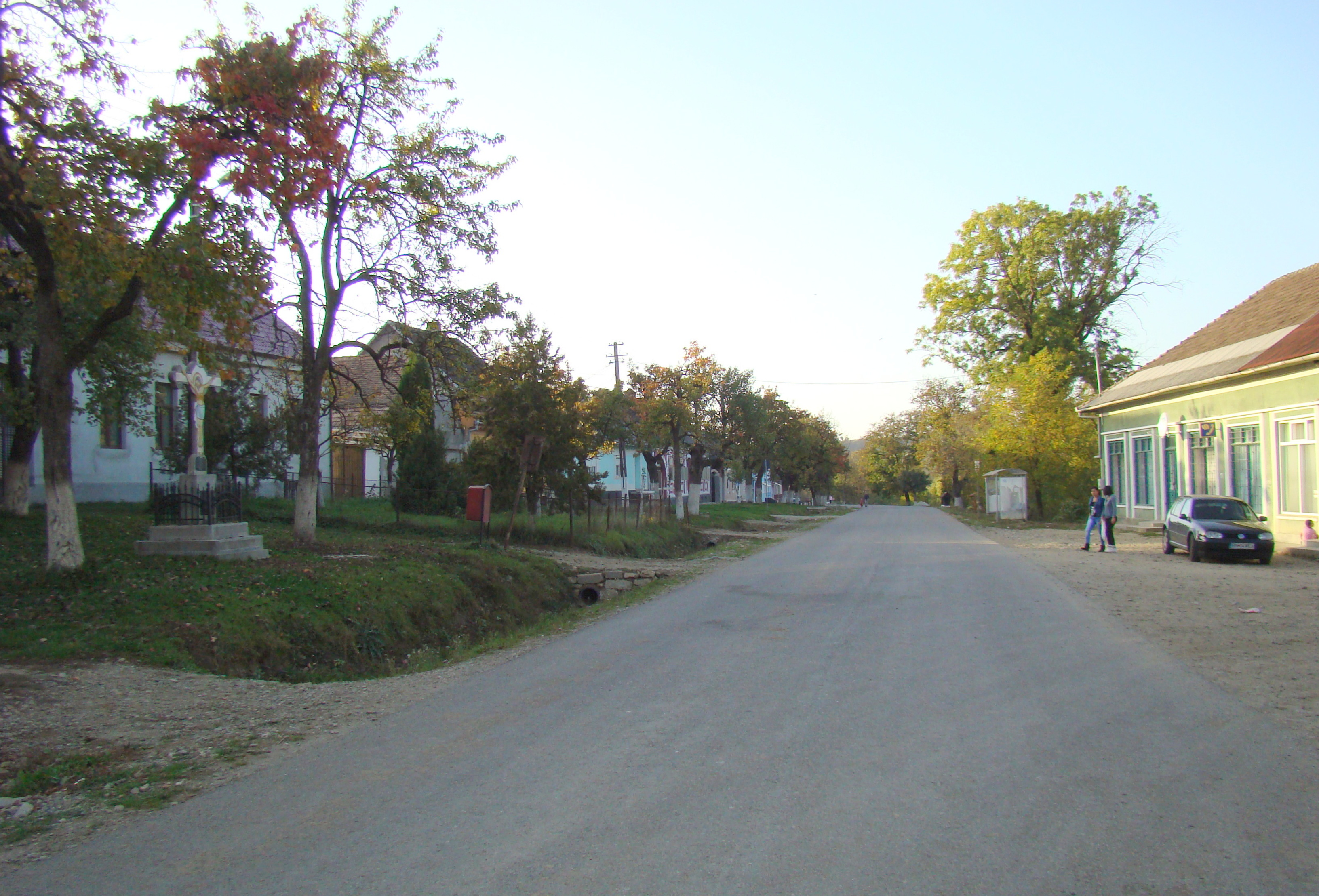
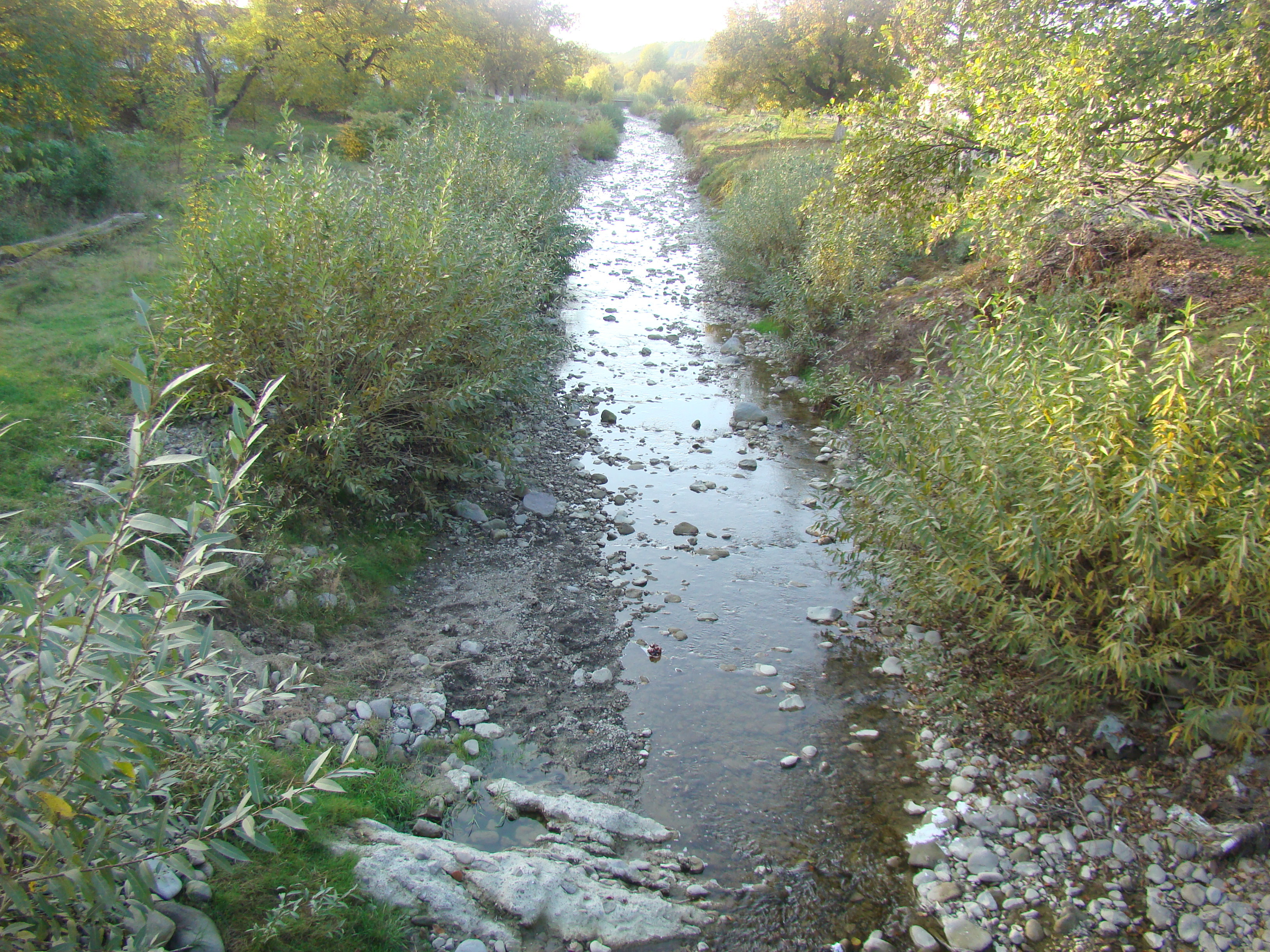
Pârâul Valea lui Tănase
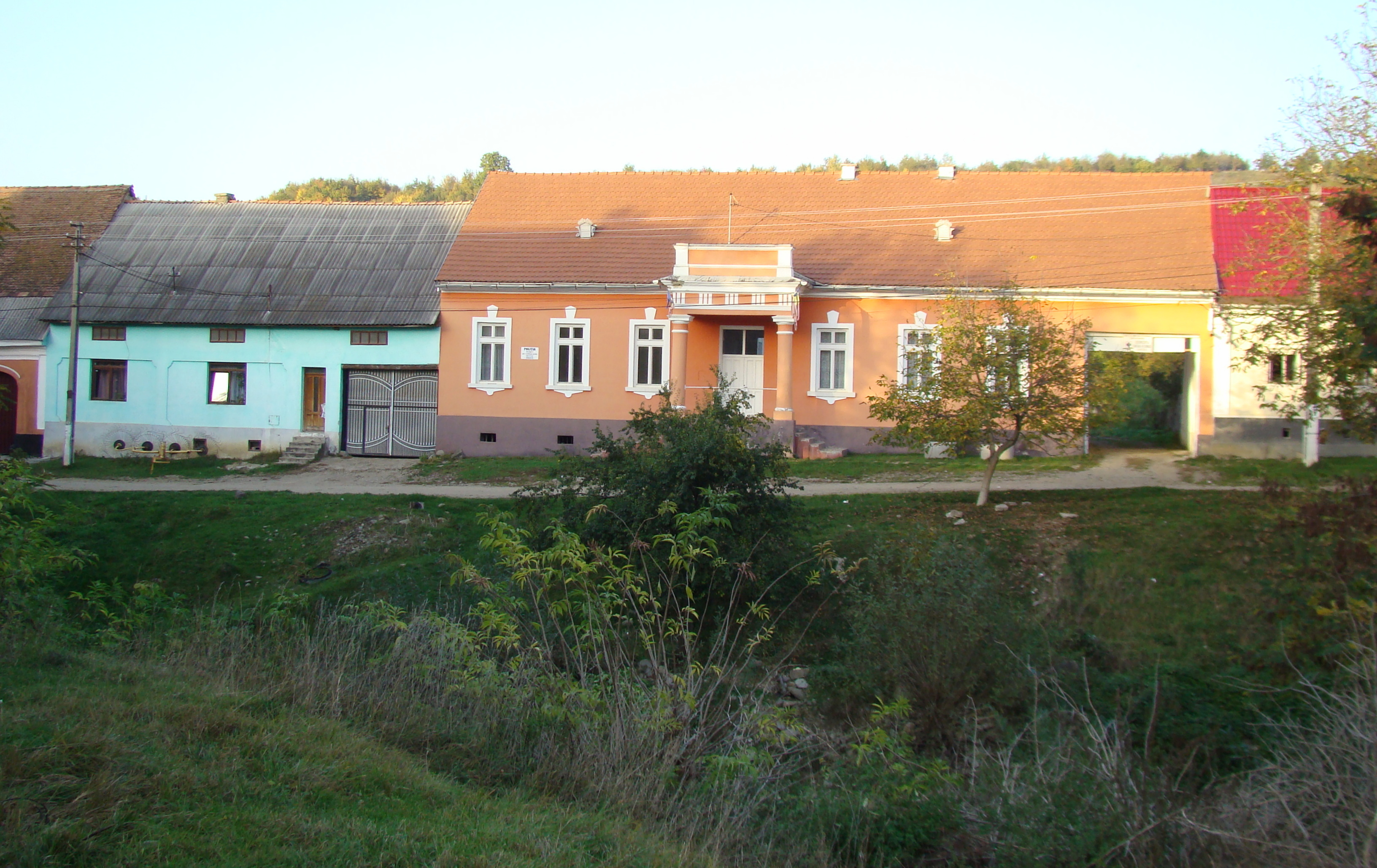
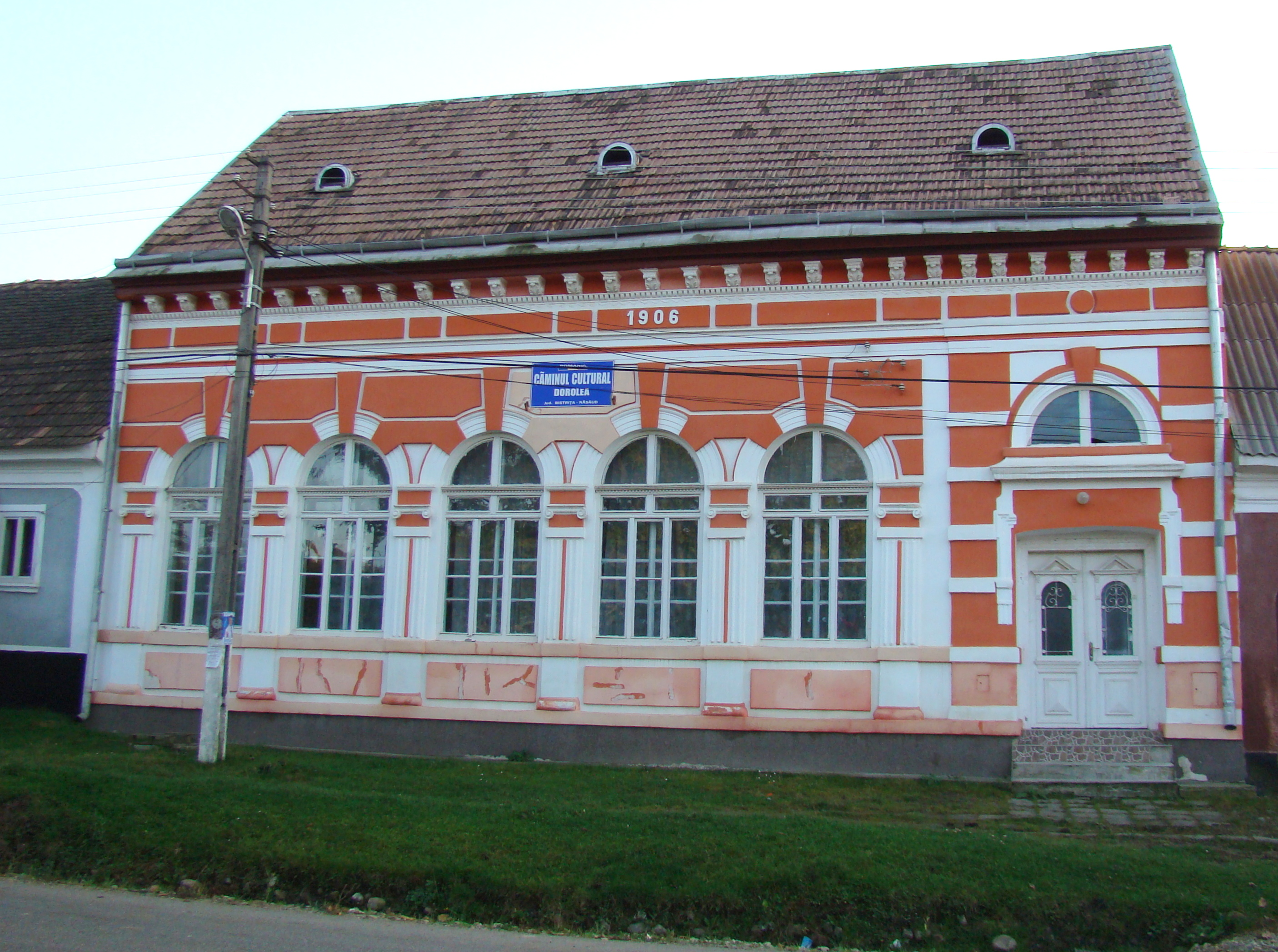
Căminul cultural
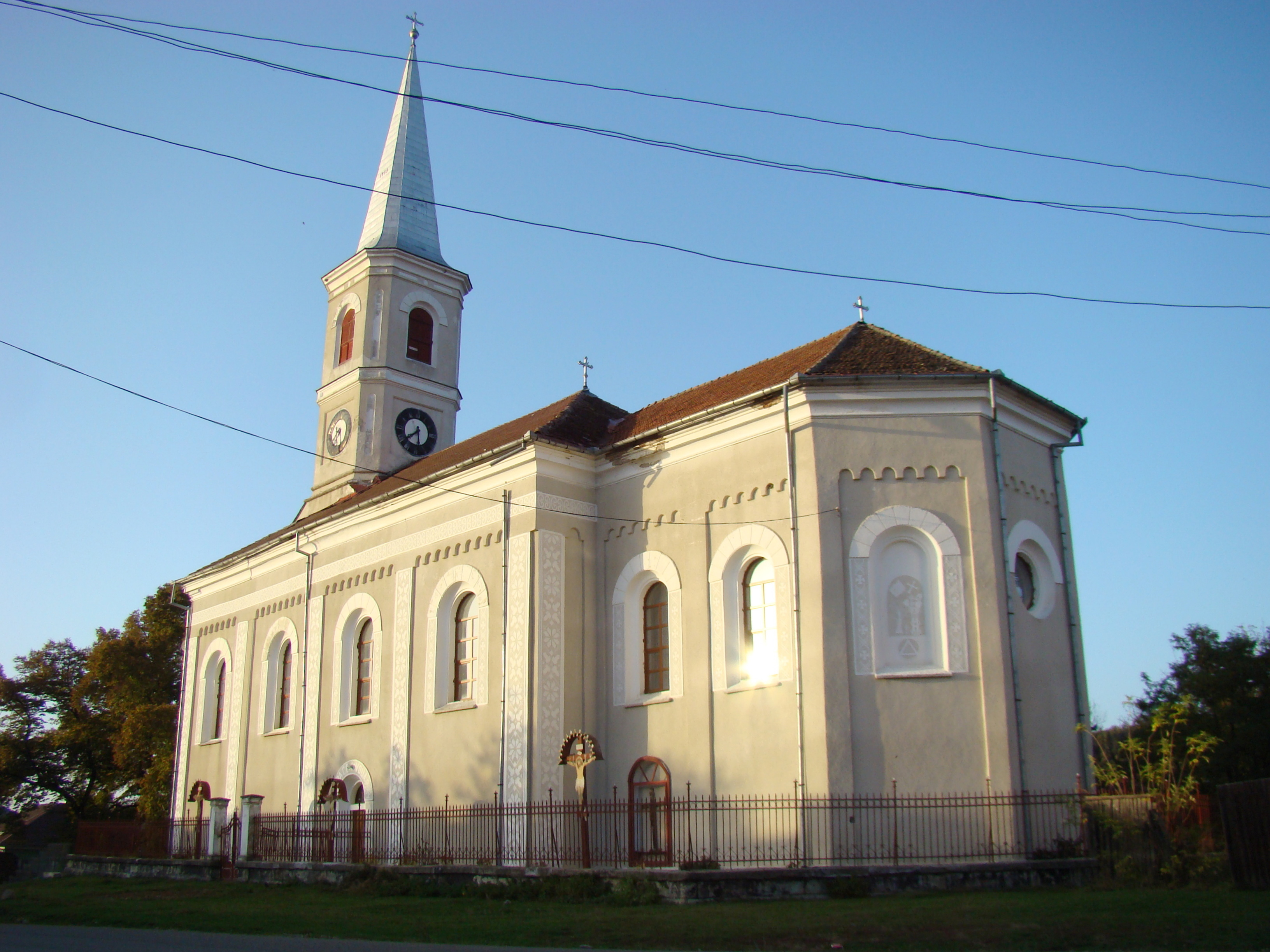
Biserica evanghelică (monument istoric)
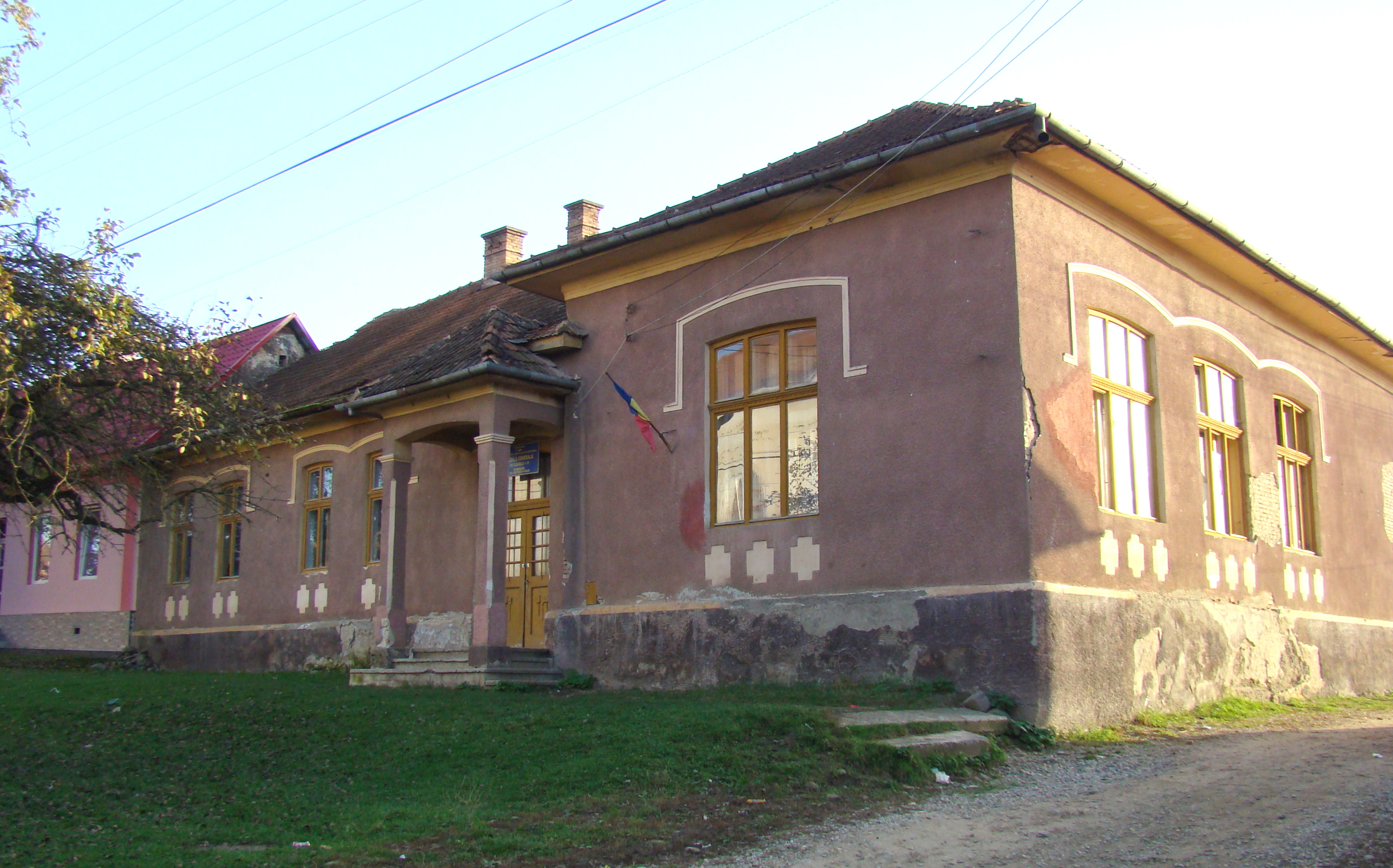
Școala

## Vezi și
- Biserica evanghelică din Dorolea
- Pământul crăiesc al sașilor, partea nordică
  - Țara Năsăudului de lângă Năsăud
  - Reener Ländchen de lângă Reghin